# 格林一家進城趣
《格林一家進城記》（英語：Big City Greens）是一部由霍頓兄弟創作的美國動畫電視連續劇，於2015年5月24日在迪士尼頻道首播。該系列以Chris Houghton，Marieve Herington，Bob Joles和Artemis Pebdani配音為賣點。

## 故事
故事主要講述頑皮而樂觀的鄉下男孩Cricket Green與家人一起搬到大城市生活的生活趣事。

## 外部連結
- Big City Greens  （页面存档备份，存于） IMDb的網頁。